# تفتيح البشرة

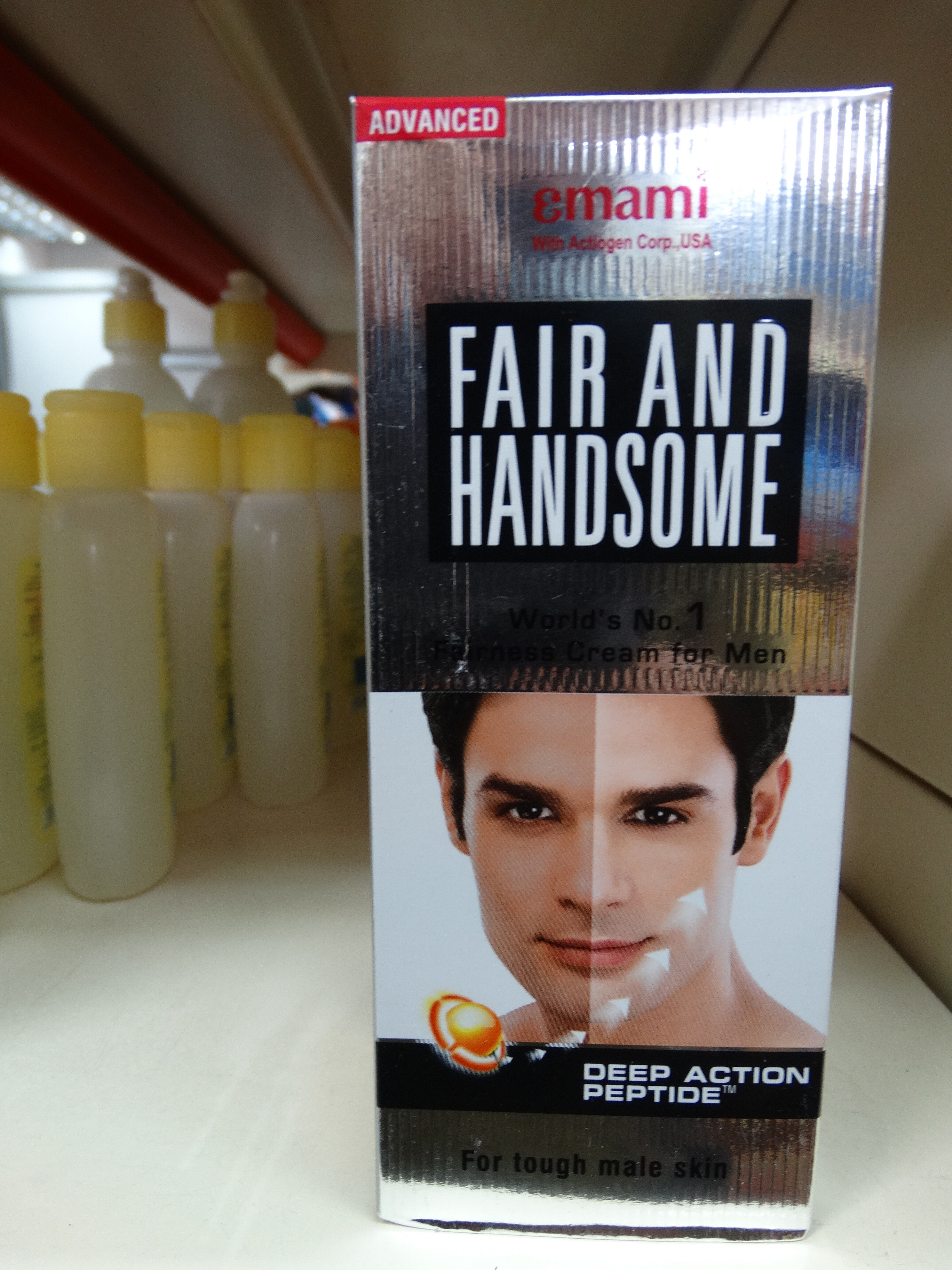
مُستحضر لِتبييض البشرة معروض على إحدى رفوف المتاجر.

يقصد بمصطلح تبييض البشرة أو تفتيح البشرة أو تبييض الجلد (بالإنجليزية: Skin whitening)‏ مُمارسة استعمال المواد الكيميائية في محاولة لتفتيح لون البشرة أو تقديم مظهر عام متجانس اللون للبشرة عن طريق الحد أو التقليل من تركيز الميلانين في الجلد. وقد تبين أن هنالك العديد من المواد الكيميائية الفعالة في تبييض البشرة، في حين قد ثبتت سمّية بعضها أو أن لديها سلامة مشكوك فيها. أظهرت العديد من العوامل العقاقيرية فعاليتها في تفتيح البشرة وكان لبعضها آثار جانبية مفيدة (ككونها مانعات تأكسد أو مغذيات أو تقليلها لخطر الإصابة ببعض السرطانات) في حين كان لبعضها آثار خطرة (على سبيل المثال تلك المحتوية على الزئبق).

## الاستخدامات
هناك مناطق محددة تكون متصبغة بصورة عالية وبشكل غير طبيعي مثل الشامات والوحمات، يتم إزالة الصبغة منها لمطابقة لون الجلد المحيط بها. على العكس من ذلك، كما في حالات البهاق، فقد يتم تفتيح لون الجلد غير المتأثر بالمرض لتحقيق مظهر أكثر اتساقا. يمكن أن يؤدي الاستخدام طويل الأمد لمبيضات الجلد إلى تصبغ متزايد لمفاصل أصابع اليدين والقدمين والأرداف والأذنين.

## عقاقير تبييض البشرة

### قبل اصطناع الميلانين

#### تريتينوين

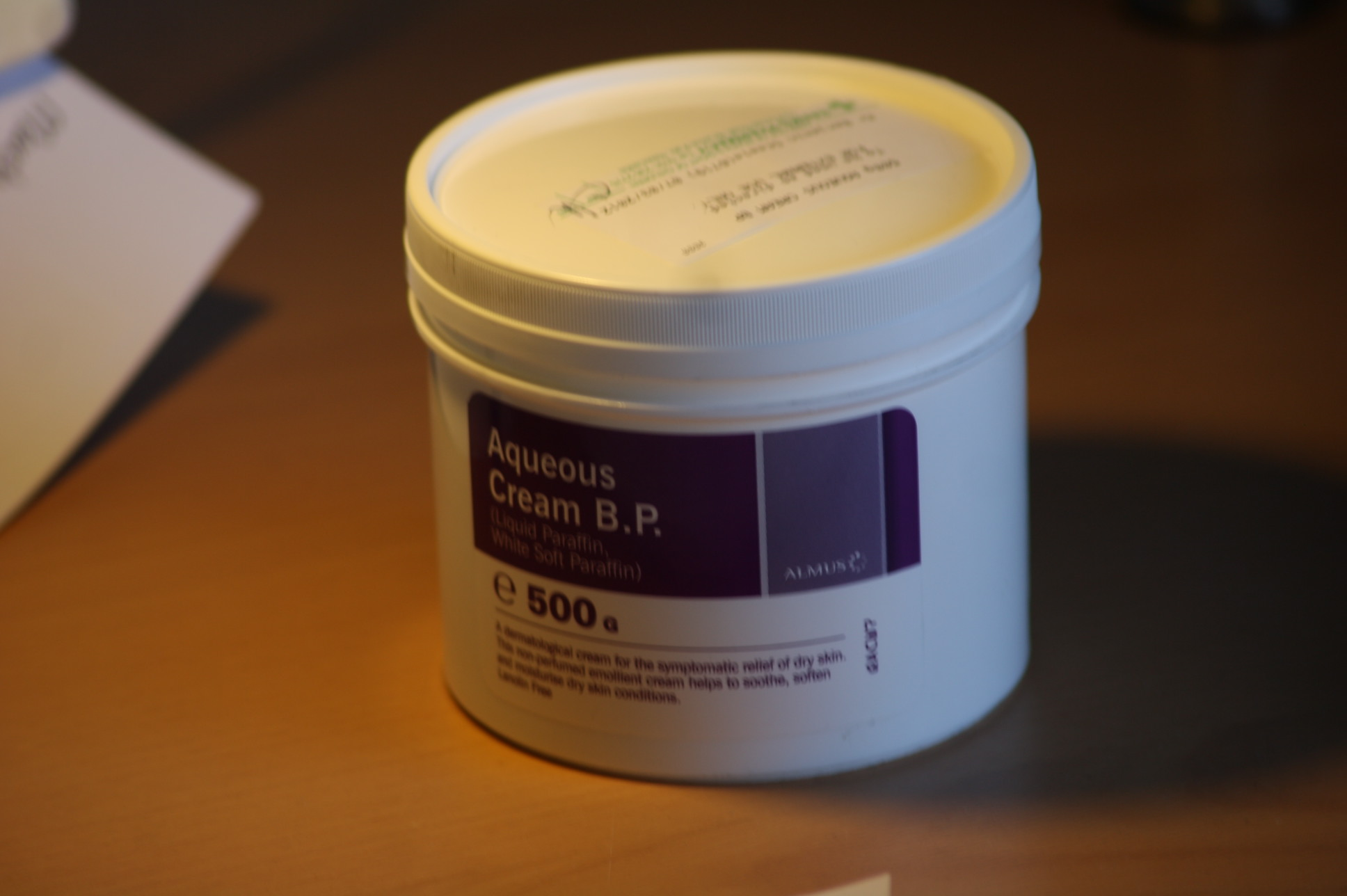
كريم مائي- برافين سائل

أظهرت الأبحاث أنه يمكن أن يكون استعمال تريتينوين (المعروف أيضا باسم حمض الريتينويك) فعالا إلى حد ما فقط في علاج تغير لون الجلد. يجب أن يتجنب مستخدمو الترتينوين أشعة الشمس، لأنه يمكن أن ينسفع الجلد (يصبح ضاربا للسمرة أي يسمر بفعل التعرض لأشعة الشمس). يجعل استعمال تريتينوين بشكل دائم الجلد أكثر حساسية للأشعة فوق البنفسجية من النوع A والأشعة فوق البنفسجية من النوع B.

### أثناء تصنيع الميلانين

#### هيدروكينون
في المصادر الطبية، يعد الهيدروكوينون المكوّن الموضعي الأساسي لتثبيط إنتاج الميلانين. لمكوناته تأثيرات فعالة مضادة للأكسدة. يتوفر الهيدروكوينون الموضعي بتركيز 2٪ (متوفر في مستحضرات التجميل) إلى 4٪ (أو أكثر) (هذا التركيز متاح صرفه بواسطة وصفة طبية من الطبيب)، ويتوفر بمفرده أو بتركيبة مع الترتينوين بتركيز 0.05٪ إلى 0.1٪. وقد أظهرت الأبحاث أن الهيدروكوينون والتريتينوين نافعان في منع الكلف المحفز هرمونيا أو بفعل أشعة الشمس.
الهيدروكوينون مثبط قوي لإنتاج الميلانين، مما يعني أنه يمنع البشرة الداكنة من تكوين المادة المسؤولة عن لون الجلد. لا يبيض الهيدروكوينون الجلد وإنما يخفف درجة لونه (يفتح لونه)، ويمكن أن يعطل اصطناع وإنتاج فرط تصبغ الميلانين فقط.
حظر استعماله في جميع البلدان الأوروبية (مثل فرنسا) بسبب المخاوف من مخاطر الإصابة بالسرطان. وقد ظهرت بعض المخاوف حول سلامة استخدام الهيدروكوينون على الجلد، ولكن البحوث المتعلقة بالاستعمال الموضعي تشير إلى أن التفاعلات السلبية هي تفاعلات صغرى أو تحدث نتيجة لاستخدام تركيزات مرتفعة للغاية من الهيدروكوينون أو نتيجة استعمال غيره من عوامل تفتيح البشرة مثل المركبات القشرية السكرية أو يوديد الزئبق. على الأرجح، ينطبق أي خطر ملحوظ على المرأة الأفريقية. وقد تبين أن الهيدروكوينون يسبب سرطان الدم في الفئران وغيرها من الحيوانات. حظر الاتحاد الأوروبي الهيدروكوينون من البيع ضمن مستحضرات التجميل في عام 2001، ولكنه يظهر في الكريمات المهربة في العالم النامي. يباع في الولايات المتحدة بغير وصفة طبية، ولكن بتركيز من الهيدروكوينون لا تتجاوز 2٪. ويمكن أن يكون الهيدروكوينون مادة مهيجة بسبب تأثيره على الجلد، لا سيما في تركيز مقداره 4٪ أو أكثر بشكل متوقع عند دمجه مع تريتينوين. وتتوفر بعض الأدوية التي تجمع بين 4٪ هيدروكوينون مع ترتينوين وشكل من أشكال الكورتيزون. يتم تضمين الكورتيزون بوصفه مضادا للالتهابات. يمكن تجاوز التأثيرات الجانبية السلبية الناتجة عن الاستعمال المتكرر للكورتيزون عن طريق التأثير الإيجابي للتريتينوين بحيث لا يسبب ترقق الجلد وتلف الكولاجين. وهناك بدائل عالية التكلفة لكنها تظل متوفرة.

#### أربوتين

الصيغة الكيميائية لجزيء الأربوتين

بعض مفتحات الجلد البديلة تُستمد من مصادر طبيعية للهيدروكوينون. وتشمل هذه مستخلص Mitracarpus scaber، ومستخلص عنب الدب وتوت القزية والتوت الأبيض والبروسونتة الورقية. كل من هذه تحتوي على أربوتين (يعرف من الناحية التقنية العلمية باسم الهيدروكوينون-β-دي-جلوكوسيد)، والتي يمكن أن تحول دون إنتاج الميلانين. تعد الأشكال النقية من الأربوتين أكثر قوة للتأثير في تفتيح البشرة.
يستخلص الأربوتين من أوراق عنب الدب أو التوت البري أو التوت أو شجيرات العنب البري، وكذلك يتواجد في معظم أنواع الكمثرى، ويمكن أن يملك خصائص تثبيط الميلانين. كما ويعد الأربوتين وغيره من المستخلصات النباتية بدائل آمنة للعوامل النازعة للانصباغ الشائعة الاستعمال لجعل الجلد أكثر صفاء ووسامة. هناك تراخيص للتحكم في استخدام الأربوتين لتفتيح البشرة. يوجد الأربوتين فعليا في صورة متصاوغين ألفا وبيتا. يقدم المتصاوغ ألفا استقرارا أعلى مقارنة بالمتصاوغ بيتا ولذلك يعد الشكل المفضل لغايات تفتيح الجلد.

#### حمض الكوجيك
حمض الكوجيك ناتج ثانوي في عملية تخمير الأرز المستعمل في تصنيع الساكي أو نبيذ الأرز الياباني. أظهرت بعض البحوث أن حمض الكوجيك فعال لتثبيط إنتاج الميلانين. ومع ذلك، فإن حمض الكوجيك مكوّن غير مستقر في التركيبات التجميلية. يمكن أن يتحول حمض الكوجيك عند التعرض للهواء أو أشعة الشمس للون البني ويفقد فعاليته. تستخدم العديد من شركات مستحضرات التجميل ثنائي بالميتات الكوجيك بديلا لأنه أكثر استقرارا في التركيبات الدوائية. ومع ذلك، ليس هناك بحوث تبين أن ثنائي بالميتات الكوجيك فعال مثل حمض الكوجيك، على الرغم من أنه هو مضاد أكسدة جيد. وعلاوة على ذلك، فإن بعض الأبحاث المثيرة للجدل تفترض أن حمض الكوجيك قد يكون له خواص مسرطنة عند أخذه بجرعات كبيرة. أظهر إجراء المزيد من الدراسات الأخرى أن حمض الكوجيك غير مسبب للسرطان، ولكنه يمكن أن يسبب التهاب الجلد التماسي التحسسي وكذلك تهيج الجلد.

#### حمض الأزيلايك
يستخرج حمض الأزيلايك من الحبوب، مثل القمح والجاودار (الشيلم) والشعير. يتم تطبيقه موضعياً ضمن تركيبة كريم بتركيز 10-20 ٪. يستخدم حمض الأزيلايك لعلاج حب الشباب، ولكن هناك أيضا بحوث حول مدى فعاليته لعلاج تغيير لون الجلد. تشير أبحاث أخرى أيضاً إلى أن حمض الأزيلايك قد يكون خياراً لتثبيط إنتاج الميلانين.

#### فيتامين سي
يعد فيتامين C وأشكاله المختلفة (حمض الأسكوربيك، المغنيسيوم أسكوربيل الفوسفات، إلخ) مضاداً للأكسدة، فعّالاً للبشرة ويساعد على تفتيحها. وجدت إحدى الدراسات أنه يرفع مستويات الجلوتاثيون في الجسم. وجدت دراسة أخرى أن الخنازير الغينية بنية اللون التي أعطيت فيتامين C وفيتامين E وL-السيستين في وقت واحد، اكتسبت بشرة فاتحة.

#### الجلوتاثيون
الجلوتاثيون هو جزيء ثلاثي الببتيد موجود في أجسام الثدييات. وهو مضاد أكسدة يلعب دورا هاما في الوقاية من الضرر التأكسدي على الجلد. بالإضافة إلى العديد من الوظائف البيولوجية المعترف بها، يرتبط الجلوتاثيون بالقدرة على تفتيح البشرة. نشرت مراجعة لاستخدام الجلوتاثيون في تبييض الجلد في عام 2016. الجلوتاثيون مكوّن في بعض مستحضرات التجميل ويستعمل لتبييض الجلد كما أنه متوفر على شكل كريم وصابون وغسول ورذاذ أنف وحقن. لا تمتص خلايا الجلد الجلوتاثيون المستعمل على الجلد على شكل غسول بشكل فعال لأن مجموعة الثيول تمر بعملية تشكيل سريع لثاني الكبريتيد. وعندما يؤخذ عن طريق الفم، يتحلل الجلوتاثيون بفعل إنزيمات الجهاز الهضمي مما يؤدي إلى انخفاض التوافر البيولوجي. يزداد مستوى الجلوتاثيون بكميات قليلة مؤقتا عندما يعطى بجرعات فموية كبيرة. ونتيجة لذلك، تتباطأ فعالية الجلوتاثيون الذي يعطى بصورة خارجية بسبب عدم قدرته على عبور أغشية الخلايا بكفاءة وتحلله السريع بوساطة الإنزيمات في الجهاز الهضمي. وعلى العكس من ذلك، فإن الجلوتاثيون الذي يعطى عن طريق الوريد يوصل جرعات عالية جدا مباشرة إلى الدورة الدموية وهذه هي الطريقة المفضلة لإعطاء الجلوتاثيون. ومع ذلك، فإن هذه الطريقة في إعطاء مضاد الأكسدة قد تغمر الخلايا بالجلوتاثيون وهذا قد يسبب إجهادا اختزاليا، مما قد يعرض الناس للمخاطر الصحية المحتملة المرتبطة بالاستخدام طويل الأمد لجرعات عالية من الجلوتاثيون.
يمكن الجمع بين الجلوتاثيون والعديد من العوامل الأخرى مثل فيتامين C لزيادة امتصاصه، ومع N-أسيتيل السيستين لتعزيز مستواه، ومع مضادات الأكسدة الأخرى مثل فيتامين E. يمكن أن يكون لتناول الجلوتاثيون عن طريق الفم في بعض الأحيان تأثيرا خطيرا عندما يؤخذ جنبا إلى جنب مع غيره من عوامل تفتيح البشرة مثل الهيدروكوينون، وهو مسرطن، ومونوبنزون الذي يسبب إزالة التصبغ غير القابل للانعكاس (لا رجعة فيه إلى الوضع الطبيعي).

### بعد اصطناع الميلانين

#### أحماض الألفا-هيدروكسي
أحماض الألفا-هيدروكسي، وأبرزها في شكل حمض اللاكتيك (اللبنيك) وحمض الجليكوليك، وهي أشكال من أحماض الألفا هايدروكسي التي أجريت عليها أكثر البحوث لأن حجمها الجزيئي يسمح لها باختراق فعال لطبقات الجلد العليا. من المفترض به عموما أن أحماض ألفا هايدروكسي ذات التراكيز من 4٪ إلى 15٪ في حد ذاتها ليست فعالة لتثبيط إنتاج الميلانين ولن تقوم بتفتيح لون الجلد بهذه الطريقة. ويعتقد أن فائدتها هي في مساعدة معدلات تجديد الخلية وإزالة (أو تقشير) الطبقات غير السليمة أو غير الطبيعية من خلايا الجلد السطحية حيث يمكن للخلايا مفرطة التصبغ أن تتراكم. ومع ذلك، فقد أظهرت أبحاث أخرى أن أحماض اللبنيك والجليكوليك يمكن أن تمنع بالفعل إنتاج الميلانين بشكل منفصل عن عملها كعوامل مقشرة للجلد. قد يؤدي التقشير الكيميائي بواسطة أحماض ألفا هيدروكسي (باستخدام تراكيز 50٪ أو أكبر) إلى تغيير ألوان الجلد. يمكن للطبيب المؤهل فقط أن يؤدي هذه الأنواع من تقشيرات الوجه.

#### نياسيناميد
يدعى أن النياسيناميد قد يكون بديلا أكثر أمانا عندما يستعمل موضعيا للبشرة أو لتبييض الأعضاء التناسلية. وفقا لبحث أجرته شركة بروكتر آند غامبل، وهي شركة مستحضرات تجميل، فإنه ليس للنياسيناميد أي آثار جانبية ضارة. كما يعزز عملية إنقاص حب الشباب، ويزيد من رطوبة الجلد، ويقلل من التجاعيد الدقيقة.

### أخرى / غير مصنفة

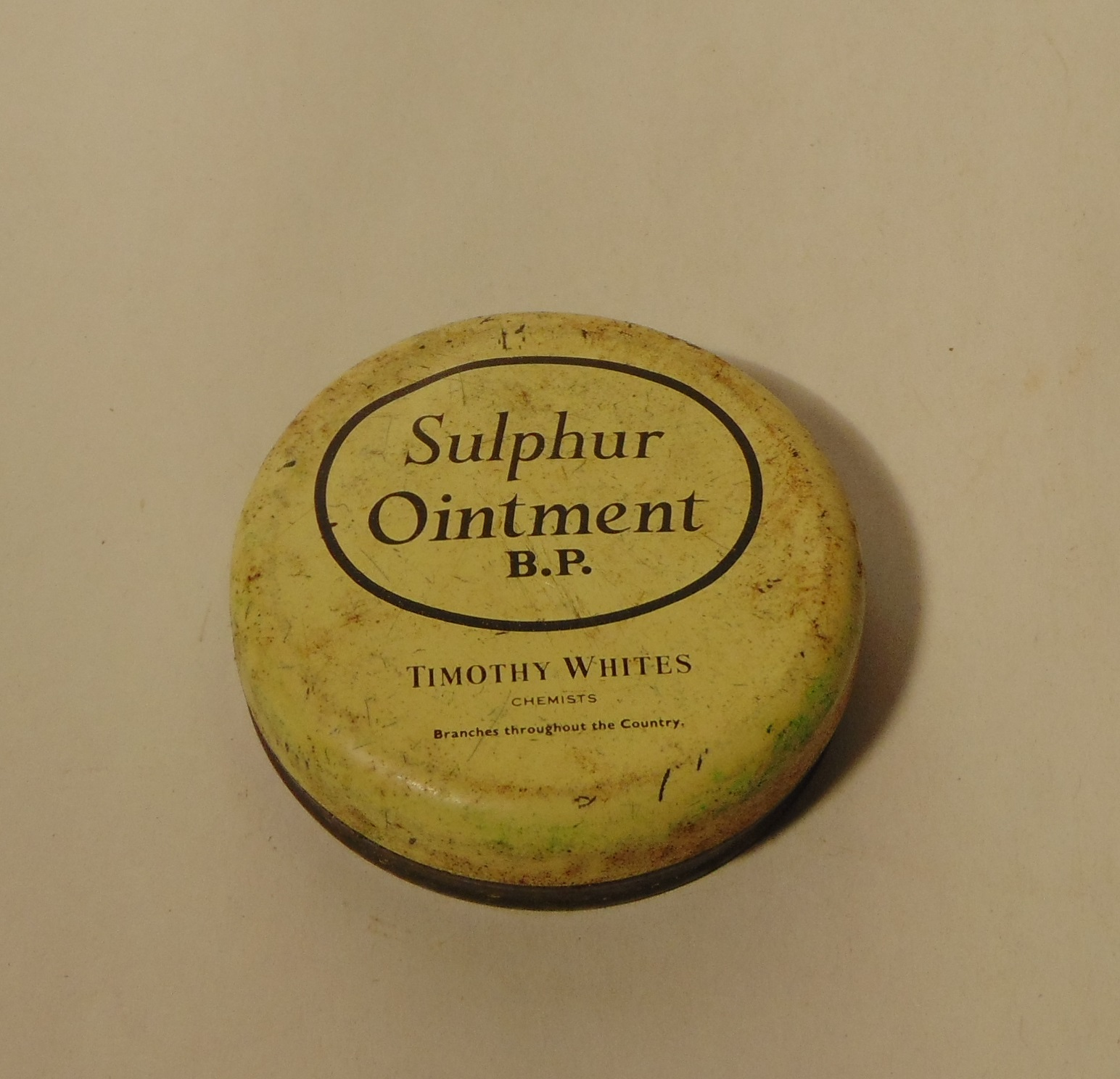
مرهم كبريتي

#### العوامل المزيلة للاصطباغ
غالبا ما يرتبط تصبغ الجلد بالأشخاص الذين ولدوا مصابين بالبهاق، حيث تظهر لديهم مناطق متباينة من البشرة فاتحة وداكنة. إذا قرر هؤلاء الأفراد استعمال عملية التفتيح لمعادلة لون البشرة، يمكنهم أن يستعملوا كريما موضعي يحتوي على مونوبنزون، وهو مركب لتخفيف الصبغة المتبقية. قد يتسبب مونوبنزون بتدمير الخلايا الميلانينية ويؤدي لنزع دائم للتصبغ. يوجد أسلوب بديل للتبييض وهو استعمال المركب الكيميائي ميكوينول على مدى فترة طويلة من الزمن. يزداد الأشخاص الذين لا يعانون من البهاق لكنهم يستعملون كريمات مونوبنزون ذات تركيز أقل أملا في تخفيف درجة لون الجلد بشكل متساوٍ. ومع ذلك، لا ينصح باستعمال مونوبنزون في الأمراض الجلدية ما عدا البهاق.

#### الزئبق
تحتوي العديد من مبيضات البشرة على الزئبق السام مثل كلوريد الزئبق الثنائي (II) أو الزئبق المعامل بالأمونيا (مؤَمْون أو منشدر) باعتباره مادة فعالة، على الرغم من أنه قد تم حظر الزئبق في معظم البلدان لاستخدامه في تبييض البشرة (1976 في أوروبا وعام 1990 في الولايات المتحدة الأمريكية) لأنه يتراكم على الجلد ويمكن أن يكون له نتائج عكسية على المدى الطويل. في أواخر يناير 2016، نشرت إدارة الغذاء والدواء تحذيرا بعدم استعمال علامة تجارية معينة من مبيض Viansilk's "Crema Piel De Seda" («كريم الجلد الحريري»)، الذي كان يُباع في الولايات المتحدة بسبب احتوائه على الزئبق. تشير بعض الدراسات إلى أن استخدامه على المدى الطويل يمكن أن يؤدي إلى تراكم المادة في أجهزة الجسم.

#### حمض الترانيكساميك
يستعمل حمض الترانيكساميك أحيانا موضعيا لتفتيح البشرة، حيث يحقن في الآفات الجلدية أو عن طريق الفم، ويمكن أن يؤخذ وحده أو مع العلاج بالليزر. وبحسب البيانات المتوفرة حتى عام 2017، يبدو أن سلامته معقولة ولكن فعاليته لهذا الغرض غير مؤكدة، لعدم وجود دراسات واسعة منضبطة معشاة ولا دراسات متابعة طويلة الأجل.

#### أخرى
هناك خيارات علاجية أخرى تدل عليها بعض البحوث المتعلقة بقدرات تفتيح البشرة المحتملة هي خلاصة عرق السوس (الغلابريدين على وجه التحديد). وهناك عدد ضئيل من البحوث التي بينت أن المكملات الغذائية عن طريق الفم مثل مستخلص الرمان وحمض الإيلاجيك وفيتامين E وحمض الفريوليك يمكن أن تحول دون إنتاج الميلانين.

## العلاجات اللاعقاقيرية

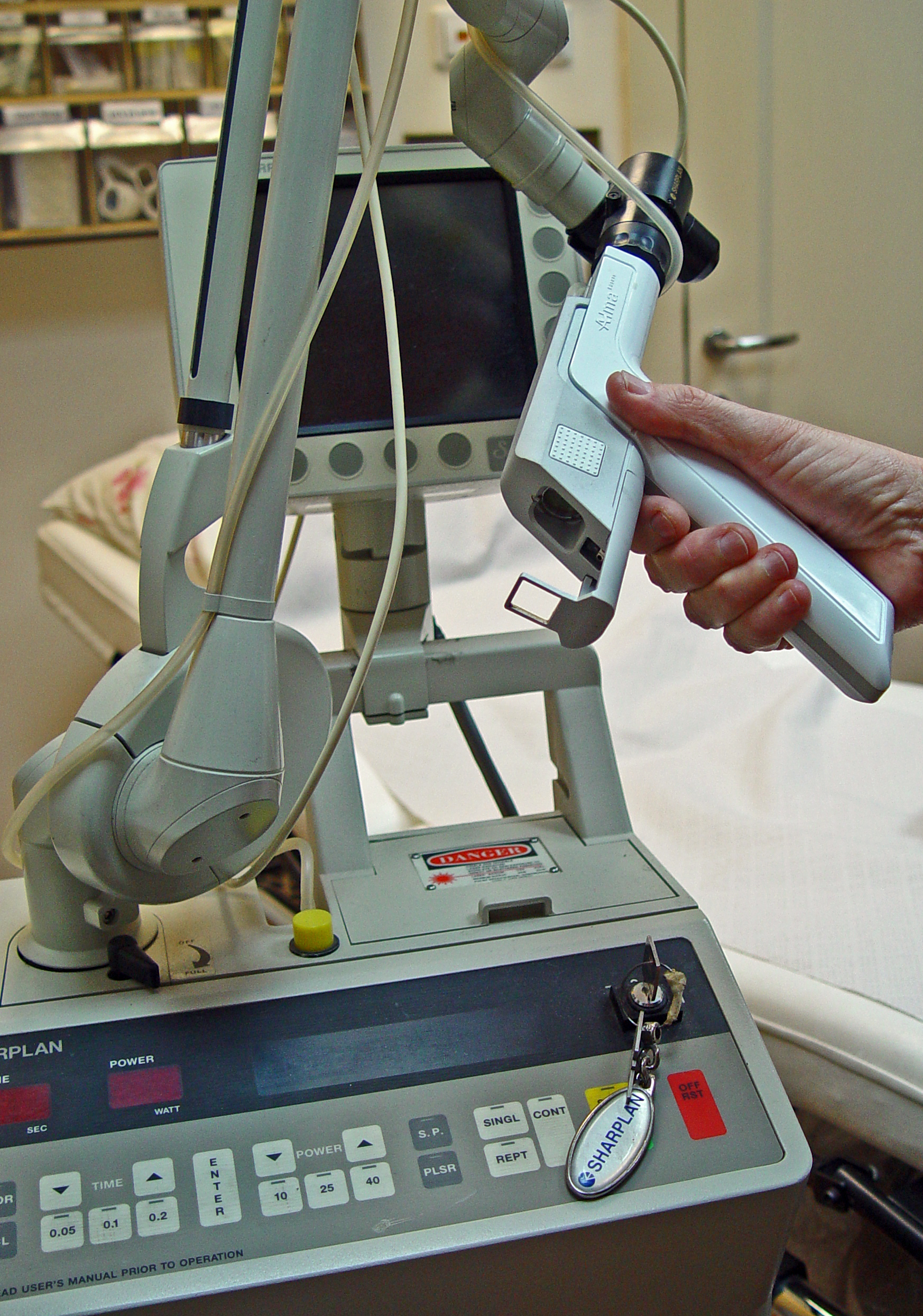
ليزر ثنائي أكسيد الكربون 40 واط المستعمل في طب الجلد.

معظم علاجات تفتيح البشرة، والتي يمكن أن تقلل أو تمنع إنتاج البعض من كمية الميلانين، تهدف إلى تثبيط التايروزينيز. العديد من العلاجات استخدمت مزيج من الغسولات الموضعية أو الهلامية التي تحتوي على مكونات مثبط الميلانين جنبا إلى جنب مع واقيات من الشمس، ووصفة طبية من الريتينويد. اعتمادا على كيفية استجابة الجلد لهذه العلاجات، فالمقشرات - إما في شكل مستحضرات التجميل الموضعية أو التقشير الكيميائي - والليزر يمكن استخدامهما للعلاج. التطور الجديد في استخدام أنظمة LED أظهر أيضا نتائج جيدة. هناك آليات مختلفة وصفت لتحقيق ذلك. تثبيط نشاط التايروزينيز يقلل من اصطناع الميلانين بحيث كلما تقشرت خلايا الجلد الموجودة بصورة طبيعية، تجلب الخلايا الكيراتينية ذات الميلانين الأقل في نهاية المطاف إلى السطح مما يعطي الجلد لونا أفتح، وبشرة متساوية في درجة اللون.

### العلاج بالليزر
قد يكون لليزر الاستئصالي وغير الاستئصالي تأثيرٌ عميق على الكلف. ومع ذلك، فإن النتائج ليست دائمًا متّسقة. وقد تم الإبلاغ عن مشاكل (مثل فرط التصبغ أو نقص التصبغ). من المرجح أن يؤدي العلاج بهذا النوع من الليزر إلى مشاكل لذوي البشرة الداكنة.

### الجراحة البردية

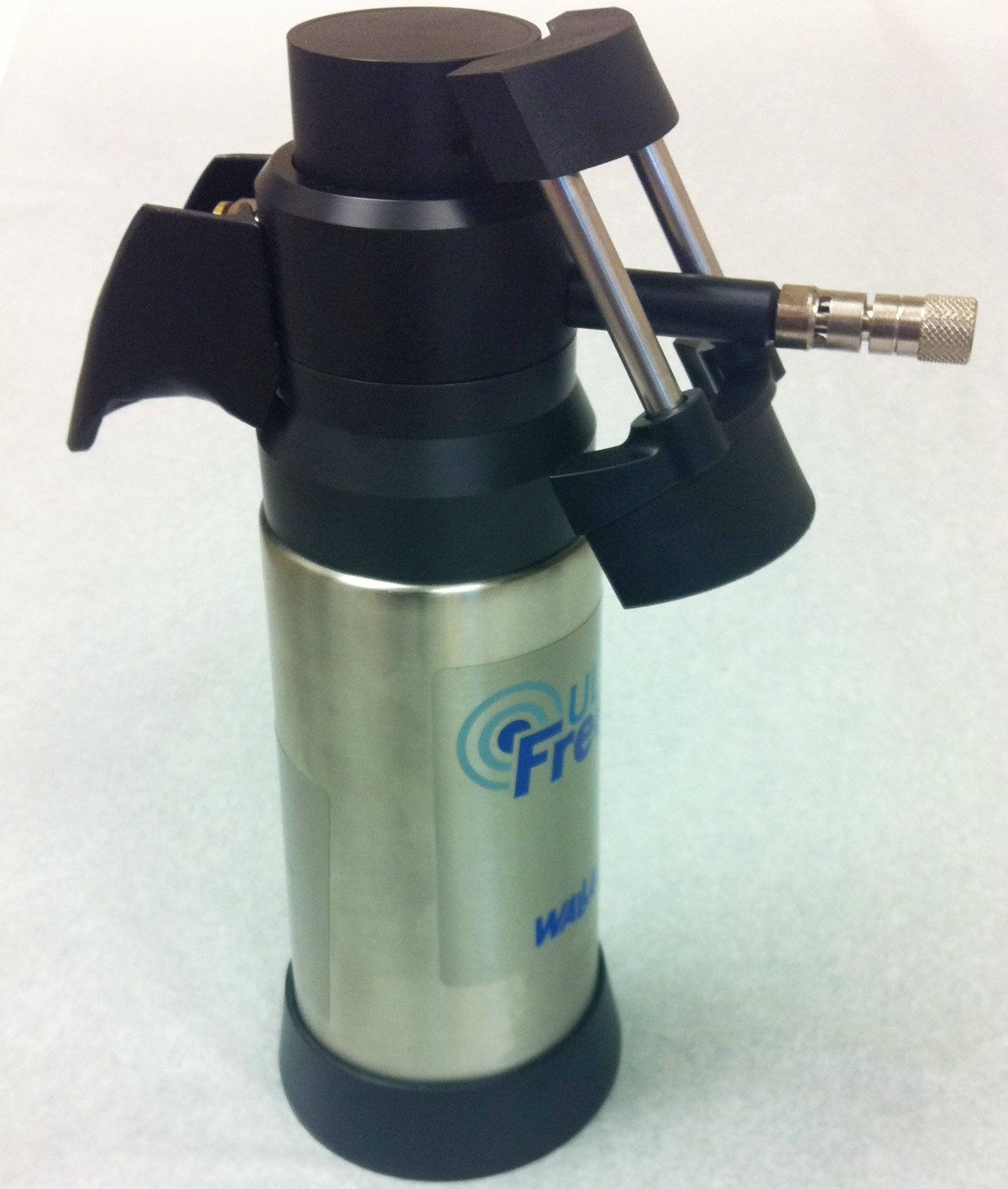
مضخة بردية تستخدم لترذيذ النيتروجين السائل

ثمة علاج بديل آخر للعلاج بالليزر وهو الجراحة البردية باستعمال النيتروجين السائل. التدمير المنظم لخلايا الجلد يجعل هذا الأخير يُعيد تكوين نفسه بصورة طبيعية. يأتي الميلانين الزائد إلى السطح ويتقشر وينسلخ في غضون أيام قليلة. وهذا مفيد بشكل خاص في المناطق الحساسة مثل الأعضاء التناسلية حيث يمكن أن يترك العلاج بالليزر ندبة. فعالية العلاج تعتمد على عمق الصبغة. يمكن علاج النمش في أي جزء من الجسم بنفس الطريقة.

## الجدل والآثار الصحية السلبية
هناك أدلة تشير إلى أن بعض الأنواع من منتجات تفتيح البشرة تستخدم المكونات النشطة (مثل أكسيد الزئبق) والهيدروكوينون والتي يمكن أن تكون ضارة. تم حظر الهيدروكوينون في أوروبا ولكن مع ذلك، فإنه متوفر الآن مرة أخرى ولكن فقط عندما يتم وصفه من قبل الطبيب. هذا هو الحال في العديد من البلدان الأخرى، حيث يمكن وصف الهيدروكوينون من قبل الطبيب فقط ولبعض الأمراض الجلدية فحسب. وأظهر اختبار لكريمات تفتيح الجلد الشائعة المتاحة في نيجيريا أنها تسبب الطفرات في البكتريا ومن المتوقع كونها مسببة للسرطان. أظهرت دراسة اختبرت كريمات تبييض الجلد في المكسيك وجود تراكيز عالية من الزئبق في العديد من هذه الكريمات.

## المجتمع والثقافة
عام 2012 بلغت مبيعات كريمات تفتيح البشرة في الهند 258 طن، في حين قدّرت مبيعات عام 2013 بـ 300 مليون دولار. من المتوقع أن تصل مبيعات مبيضات الجلد إلى 19.8 مليار دولار أمريكي بحلول عام 2018 في السوق العالمي، على أساس نمو المبيعات في المقام الأول في آسيا وأفريقيا والشرق الأوسط.

## وصلات خارجية
- استخدام مستحضرات التجميل بين النساء في الأردن.
- استخدام الغلوتاثيون لتفتيح البشرة- المركز الوطني لمعلومات التقنية الحيوية
- الأربوتين المؤستل ودوره في تفتيح البشرة وعلاج الورم الميلانيني- مجلة الطب الجزيئي.
- الوضع الحالي لمستويات الزئبق في كريمات تفتيح البشرة- مارس 2017
- نظرة إلى عوامل تفتيح البشرة مع تسليط الضوء على سوق مواد التجميل غير القانونية في أوروبا- مجلة الأكاديمية الأوروبية لطب الجلد وطب الأمراض المنقولة جنسيا- يونيو 2016